# Биоразнообразие на Австралия
Живата природа е съставена от животните и растенията. В Австралия те са се приспособили към горещите и сухи условия. В горите в тропичния и в умерения пояс се среща най-голямото разнообразие на животни в Австралия.
Австралия е изолирана и заобиколена от вода в продължение на повече от 30 млн. години и в резултат там еволюират множество уникални растения и животни. Много от двуутробните животни, като коалата и кенгуруто, живеят единствено в Австралия, заедно с птицечовката и ехидната – единствените еднопрооходни яйценосни бозайници.

## Пустини
Сухата пустинна централна част от Австралия заема половината континент. Там вирее сухоустойчива растителност като например таралежова трева и акации, които подслоняват птици и насекоми. Множество пустинни бозайници прекарват деня в дупки, за да се спасят от жегата.
Таралежовата трева е трънливо растение, което расте на кръгли туфи. Приспособила се е към сухите пустинни условия с дебелата се външна обвивка (кутикула), с която задържа влага, и с яките си корени, с които поема вода от почвата. Тревата подслонява насекоми, гущери и птици.
Молох е гущер, чиито люспи са удължени шипове. Шиповете предпазват гущера от хищници. С понижаването на температурите през нощта безценната влага се втечнява по шиповете и се стича на тънки струи към устата му.
Розовото какаду е един от най-разпространените полови члени в Австралия. Какадуто се храни със семена, пъпки и насекоми. Ята на този вид се среща както в сухите райони, така и в градовете.
Мулгара е двуутробен хищник (торбест бозайник), който се храни с насекоми и дребни гръбначни като гущери и мишки. Умъртвява жертвата си като я хапе и разклаща. Мулгарата прокопава дупки в пясъка, за да се предпазва от силното слънце.
Ему са големи птици, които не летят, а могат да бягат със скорост 60 км/ч, но обикновено се движат бавно. Изминават големи разстояния в търсене на треви, плодове и цветя. Мъжките мътят и пазят малките след излюпването им.

## Скруб и пасища
Скрубовете и пасищата, които заемат 1/3 от територията на Австралия, са горещи и сухи през лятото и хладни през зимата. Редките превалявания от дъжд се използват от растенията, които бързо разцъфват и отделят семена, а животните, например жабите, започват да се размножават.
Бутилковото дърво има ствол наподобяващ формата на бутилка. Широката част на ствола задържа влага, която помага на дървото да оцелее по време на суша. Дървото осигурява храна на много насекоми и прислонява някои птици и бозайници. Други растителни видове, характерни за скруба, са сухите треви и евкалиптите джуджета.
Птицата моли  е пъстра окраска, къса шия и остра опашка. Мъжката прави купчина от растения и почва, сред която женската снася яйцата. Гниещата растителност изпуска топлина, която е нужна за излюпването на яйцата.
Култар е дребно животно, подобно на двуутробните, е активно през нощта. С големите си очи вижда в тъмното и лови насекоми и паяци. Движи се, като отскача с дългите си задни крака и се приземява върху предните си крака. Денем намира подслон в дълбоки хралупи и дупки.
Задържащата водна жаба преживява сушата като прокопава дупки в земята. Покрива се с тънък слой кожа, за да задържа влагата. Освен това събира вода и в мехура си.
Късоклюната ехидна е яйценосен бозайник, разпространен в Австралия, Тасмания и Нова Гвинея. С лепкавия си език тя измъква мравки и термитии от гнездата им. При опасност ехидната се свива на кълбо и се заравя дълбоко в земята.

## Гори с умерен климат
Горите в Южна и Източна Австралия са горещи и сухи през лятото и хладни и влажни през зимата. В тях намират подслон птици, като например папагали и кукабури; двууутробни (напр.коали) и множество влечуги и насекоми. Много дървесни видове, като евкалиптът и планинският ясен, се срещат единствено в Австралия.
Сребърната акация, известна и като мимоза, е характерна за горите с умерен климат. Тези дървета със сребристи листа оцеляват през сухите периоди и се развиват през дъждовния сезон.
Кукабурата е най-едрият представител на семейство синьо рибарче. Рядко се среща край водоеми, тъй като предпочита открити гористи местности. Кукабурите се спускат от клоните на дърветата и връхлитата насекоми, гущери, змии и дребни птици и бозайници. Защитават територията си, като издават оглушителни крясъци, които приличат на човешки смях.
Птицечовката е животно с необикновен външен вид. Живее край реките. Птицечовката се храни под водата с ларвите на насекоми и друга храна, която намира като претърсва дъното с чувствителната си човка. Прекарваа деня в дупки, изкопани край бреговете на водоемите, и ловува главно през нощта.
Коалата  е подобно на мечка двуутробно, което се храни с листата на евкалиптите и то само през нощта. Денем се излежава и спи в клоните на дърветата. Коалите прекарват времето си по клоните на евкалиптите, като използват острите се нокти и яките си крака, за да се катерят по тях.
Птицата лира е наземна птица, която използва големите си нокти на краката да обръщат камъни и да проникват в дънери търсейки насеоми. Мъжкият има дълга опашка, извита като лира. Мъжкият пее и маркира територията си като имитира други птици и животни. Той ухажва женските с танци и за да привлече, разперва опашката си над гърба.

## Тропически влажни гори
Въпреки че заемат малка част от Североизточна Австралия, тези гори подслоняват 1/3 от австралийските жаби и двуутробните видове и 2/3 от пеперудите. Разнообразните видове паптрати и дървета (като напр. хлебни дървета), осигуряват подслон и храна на тези животни, както и на многоптици, прилепи и насекоми.
Растението тигър има розови цветове, които привличат пчелите. Когато пчелата кацне на това растение, прашникът – мъжкият орган на растението – се наклонява напред, за да поръси прашец върху косматия гръб на пчелата. Когато пчелата кацне на друг цвят, прашецът полепва по близалцето – женският орган на цвета – и така го опрашва.
Дървесното кенгуру е двуутробно животно, приспособило се към живот надърветата с грапави възглавнички на лапите и дълги нокти, с които се задържа по тях. Храни се основно с листа и дървесна кора, но понякога слиза на земята, за да се храни с храсти и млади стръкчета. Запазва равновесие по дърветата чрез дългата си опашка.